# Raimundo Amador

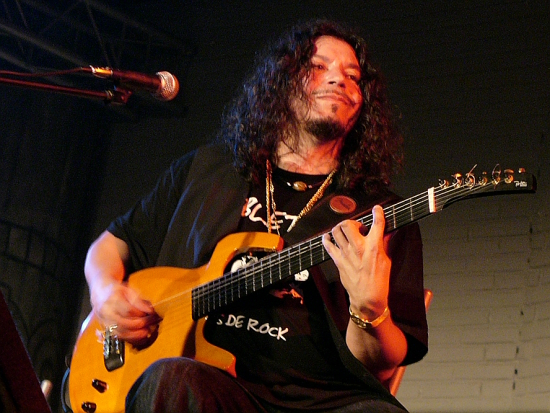
Raimundo Amador live in Alcoi, 2008

Raimundo Amador (Raimundo ) Fernandez (Sevilla, 1959) is een Spaans zanger, gitarist en componist van flamenco muziek. Zijn basis muziekstijl is flamenco maar met een fusie van rock en vooral blues.

## Biografie
Als kind uit een zigeunerfamilie leerde Amador gitaarspelen van zijn vader. Deze was gitarist op de Amerikaanse militaire basis van Rota. Vanaf zijn 12-jaar speelde hij in de straten van Sevilla voor wat geld, een broodje, of voor de taxirit terug naar huis, in de wijk 'Las 3000 Viviendas'- waar talloze Flamenco artiesten vandaan komen. In dezelfde omgeving kwam hij in aanraking met en werd hij gefascineerd door "de groten" uit de rock en bluesmuziek. Zonder de flamenco ooit te verlaten heeft hij geprobeerd hen te naderen: Dylan, Hendrix.
Al terwijl Raimundo de kunst van de flamenco begeleiding perfect leerde beheersen door te spelen met artiesten uit zijn eigen dynastie en die van de Montoya familie, maakte hij plannen voor flamenco-rock muziek.
Op het podium van 'Los Gitanillos" leerde hij Camarón de la Isla en Paco de Lucia kennen, met wie hij de albums Soy Gitano (1989), Calle Real (1983) en La leyenda del tiempo (1979) opnam. Samen met Tomatito heeft hij Camarón vaak begeleid.

### Veneno
Raimundo balde alle verschillende soorten muziek die hij hoorde en speelde samen, waardoor hij een van de drijvende krachten in de overkruising van flamenco en ander muziekvormen is geworden (Flamenco Fusión). Het was niet zó maar dat hij een van de oprichters was van twee bands die pioniers op dit gebied waren en de belangrijkste groepen werden in de ontwikkeling van de fusie.
Midden van de jaren 70 leerde hij Kiko Veneno kennen. In 1977 formeert Raimundo met zijn broer Rafael Amador Fernández en Kiko Veneno de band Veneno. In zijn korte bestaan –de band viel na een jaar uit elkaar- heeft Venero grote invloed gehad op de volgende generatie Andalusische muzikanten en deze een richting gewezen.

### Pata Negra
Na het uiteenvallen van Venero vormden Raimundo en zijn broer Rafael in 1981 een nieuwe groep, die muziek maakte te kenmerken als een fusie tussen flamenco en blues; dit werd de in Spanje legendarische groep Pata Negra. Niettegenstaande het vele succes en samenwerking met andere artiesten begon het verval van de groep, die uiteindelijk in 1994 zijn laatste plaat afleverde.

### Solo
In 1995, na Pata Negra, startte Raimundo een solocarrière, als singer songwriter, intussen de stijl verder ontwikkelend en vervolmakend die hij was begonnen met zijn broer Rafael. Hij bracht hij in 1995 meteen zijn eerste solo-cd "Gerundina" uit (met Andrés Calamaro en B.B. King). Ook in 1995 was er het album Las Ventas (de arena van Madrid)
Ofschoon Raimundo officieel solo is, laat hij zich bij zijn concerten en bij opnamen wel altijd begeleiden door een band met uitstekende muzikanten: Antonio Carmona, Remedios Amaya, Enrique Morente, Lole y Manuel, Tomatito, Sorderita, Ketama, Kiko Veneno, Juan Perro, Andrés Calamaro, Mala Rodríguez... een bijna eindeloze lijst! De meest bekende bijdrage, en misschien wel degene waarop Raimundo het meest trots is B.B.King.
Op de cd "Un okupa en tu corazón" (2000) exploreert Raimundo samen met Mala Rodriguez andere muziekvormen als de Cubaanse 'son', Braziliaanse muziek en zelfs rap.

## Discografie Raimundo Amador

### Veneno
- Veneno (1977)
- El pueblo guapeao (1989)

### Pata Negra
- Pata Negra (1981)
- Rock Gitano I (1983)
- Guitarras callejeras (1985)
- Blues de la Frontera (1987), algemeen beschouwd als een van de beste Spaanse opnamen uitgebracht de jaren 80
- Inspiración y locura (1990)
- El directo (Live) (1994)
- Como una vara verde (1994)
- Rock Gitano (nuevas mezclas) (1994)

### Solo
- Gerundina  mmv. Andrés Calamaro en B.B. King (1995)
- En La Esquina De Las Vegas (1997)
- Noche de flamenco y blues (en directo) mmv. Kiko Veneno, Charo Manzano en… B.B. King. (1998)
- Un Okupa En Tu Corazon (2000)
- Isla Menor  (2003)
- Mundo Amador (2005)
- Medio hombre medio guitarra (2010), inclusief een DVD met een registratie van 'the making of' [1]
- 60 aniversario. Directo en casa (2019)

Referencias